# Митусов, Григорий Петрович
Григо́рий Петро́вич Миту́сов (1795—1871) — русский чиновник, действительный тайный советник, сенатор.

## Биография
Родился 20 (31) января 1795 года. Происходил из дворянского рода Митусовых; его отец, генерал-майор П. П. Митусов, был тайным советником. Дед по матери — начальник Тайной канцелярии С. И. Шешковский.
С 1812 года — камер-юнкер, с 1827 — камергер. С 1820 года — коллежский советник, с 1824 — статский советник, с 1831 — действительный статский советник, с 1843 — сенатор.
В течение многих лет занимал должность обер-прокурора 2-го, а затем — 4-го департамента Правительствующего Сената. С 1865 года — первоприсутствующий в общем собрании первых трёх департаментов и департамента Герольдии Сената.
Был членом Попечительского совета учреждений общественного призрения в Санкт-Петербурге, попечителем Обуховской больницы (1849—1862).
С 1858 года — действительный тайный советник. Кавалер многих орденов, в том числе ордена Св. Александра Невского с алмазами (1862).
В 1848 году для Г. П. Митусова архитектор А. К. Кольман произвёл изменение фасада в стиле «второго барокко» дома Зуровой на Большой Морской (д. 59).
Детей не имел.
Умер 28 мая (9 июня) 1871 года. Похоронен на Лазаревском кладбище Александро-Невской лавры.